# Fjälltjärnen, Västmanland
Fjälltjärnen är en sjö i Lindesbergs kommun i Västmanland och ingår i Norrströms huvudavrinningsområde.